# 370-ті
Початок епохи великого переселення народів.
Римській імперії, поділеній на Східну та Західну, доводиться відбиватися від навали варварів. У Китаї правління династії Цзінь. В Індії правління імперії Гуптів. У Японії триває період Ямато. У Персії править династія Сассанідів.
На території лісостепової України Черняхівська культура. У Північному Причорномор'ї готи й сармати. Історики VI століття згадують плем'я антів, що мешкало на території сучасної України приблизно з IV сторіччя. З'явилися гуни й стали тіснити остготів та аланів.

## Події
Під тиском  гунів зі сходу кордон Римської імперії перейшли готи. Спроби римлян стримати їх були марними, римляни програли вирішальну битву і змушені були дозволити готам залишитися. Після подій цих років Рим почав дедалі більше опиратися на варварів у своєму війську.
Імператори Риму, що правили на початку десятиліття, Валент і Валентиніан I підтримували аріанство, але до кінця десятиліття імператори Граціан та Феодосій I декларували бажаність тринітаризму. Християнство утверджується дедалі більше, почалися гоніння язичників, закриття язичницьких храмів.